# 136-os busz (Budapest)
A budapesti 136-os jelzésű autóbusz Kőbánya-Kispest és a Havanna utcai lakótelep között közlekedik, körforgalomban.

## Története
A Havanna utcai lakótelep buszjáratainak átszervezését követően, 2022. július 2-ától a 136E jelzésű autóbusz kettő különböző járatra bontva, 136-os és 132E jelzéssel közlekedik. A 136-os autóbusz a korábbival megegyező útvonalon, de alapjáratként három többletmegállással, míg a 132E jelzésű gyorsjárat a torlódások által kevésbé sújtott Ady Endre úton közlekedik.
2025. május 5-étől munkanapokon 20 óra után az autóbuszokra kizárólag az első ajtón lehet felszállni, ahol a járművezető ellenőrzi az utazási jogosultságot.

## Útvonala
| Kőbánya-Kispest M → Havanna utcai lakótelep → Kőbánya-Kispest M | Kőbánya-Kispest M → Havanna utcai lakótelep → Kőbánya-Kispest M |
| --- | --------------------------------------------------------------- |
| Kőbánya-Kispest M vá. – Déli bejáró út – Vak Bottyán utca – Szabó Ervin utca – Üllői út – Margó Tivadar utca – Kinizsi Pál utca – Barta Lajos utca – Csapó utca – Darányi Ignác utca – Üllői út – Simonyi Zsigmond utca – Vak Bottyán utca – Keleti bejáró út – Kőbánya-Kispest M vá. |                                                                 |

## Megállóhelyei
| 0  | Kőbánya-Kispest M végállomás | |
| 2  | Kispest, Kossuth tér         | 68, 93, 93A, 132E, 148, 268 50 |
| 4  | Árpád utca                   | 93, 93A 50 |
| 6  | Villanytelep                 | 93, 93A 50 |
| 6  | Lajosmizsei sorompó          | 93, 93A 50 |
| 9  | Margó Tivadar utca           | 236, 236A 50 |
| 10 | Havanna utca                 | |
| 11 | Baross utca                  | 36, 93, 93A, 236, 236A |
| 13 | Fiatalság utca               | 36, 132E, 142E, 236, 236A |
| 13 | Barta Lajos utca             | 36, 93, 93A, 132E, 142E, 236, 236A |
| 15 | Kondor Béla sétány           | 132E, 142E, 236, 236A |
| 16 | Vörösmarty Mihály utca       | 132E, 142E, 236, 236A |
| 17 | Dembinszky utca              | 236, 236A |
| 19 | Margó Tivadar utca           | 236, 236A 50 |
| 21 | Lajosmizsei sorompó          | 93, 93A 50 |
| 22 | Villanytelep                 | 93, 93A 50 |
| 23 | Árpád utca                   | 93, 93A 50 |
| 25 | Simonyi Zsigmond utca        | 68, 93, 93A, 132E, 148, 268 50 |
| 29 | Kőbánya-Kispest M végállomás | 68, 85, 85E, 93, 93A, 98, 98E, 132E, 148, 151, 182, 182A, 184, 193E, 200E, 202E, 268, 282E, 284E 575, 576, 577, 578, 580, 581 S21 S36 G43 S50 G50 Z50 IC, sebesvonat, gyorsvonat, expresszvonat P+R (KöKi Terminál) P+R (Kőbánya-Kispest) |